# 川島英夫
川島 英夫（かわしま ひでお、1953年 - ）は、群馬県出身のトレーナー、実業家。株式会社メジャー・トレーナーズ代表取締役社長。

## 経歴
群馬県立桐生工業高等学校、亜細亜大学時代は硬式野球部に所属。大学4年時に肘を故障したことからスポーツトレーナーを志す。
大学卒業後は小守スポーツマッサージに師事。その後、読売ジャイアンツのトレーナー・井上龍男に師事。
1979年4月に「メジャー・トレーナーズ」を新宿区四谷左門町に開業。
1983年3月には株式会社メジャー・トレーナーズを設立。
1984年8月のロサンゼルスオリンピックの野球日本代表のチームトレーナーとしてチームに所属。
1988年8月のソウルオリンピックの際も野球日本代表のチームトレーナーとしてチームに所属。
その後は日本野球連盟、全日本アマチュア野球連盟、全日本野球会議の医科学委員会委員を歴任している。